# Malenia eshowensis
Malenia eshowensis är en insektsart som först beskrevs av Frederick Arthur Godfrey Muir 1928.  Malenia eshowensis ingår i släktet Malenia och familjen Derbidae. Inga underarter finns listade i Catalogue of Life.